# Amancio Prada
Amancio Prada, né le 3 février 1949 à Ponferrada, est un chanteur et compositeur espagnol.
En 2001, il reçoit la Médaille d'Or du Círculo de Bellas Artes puis en 2010 la Médaille d'or du mérite des beaux-arts par le Ministère de l'Éducation, de la Culture et des Sports.